# Новые приключения Дони и Микки
«Но́вые приключе́ния До́ни и Ми́кки» — телевизионный художественный фильм, созданный творческим объединением «Экран» в СССР в 1973 году; продолжение фильма «Украли зебру» (1972). Фильм снял режиссёр Геннадий Бабушкин по сценарию, написанному Аркадием Хайтом совместно с Александром Курляндским. Премьера состоялась 31 декабря 1973 года по Первой программе ЦТ.
Многие сцены «Битвы за двор» снимались в городе Калинине во дворе дома, расположенного по адресу: ул. Горького, 135.

## Сюжет
В фильме описаны приключения двух обезьянок — Дони и Микки, которые своим пребыванием в местах, где живут люди, создают массу курьёзных и комических ситуаций. Съёмка всех сцен с участием животных проходила под руководством дрессировщика Степана Исаакяна.
Фильм состоит из двух частей: «Битва за двор» и «Операция „Бегемот“»:
- «Битва за двор»: взрослый хулиган приходит во двор, где играют малыши, и начинает приставать к детям; обезьянки берутся его проучить.
- «Операция „Бегемот“»: преступники похищают из цирка бегемота, и обезьянки отправляются за ними в погоню.

## В ролях
- Савелий Крамаров — хулиган Кеша
- Алексей Смирнов — «Лопух»
- Лев Лемке — «Профессор»
- Илья Рутберг — «Шеф»
- Андрей Миронов — голос за кадром

### В эпизодах
- Е. Безруков
- С. Исаакян (озвучивает А. Джигарханян, в титрах не указан)
- Н. Макаров
- Э. Некрасова
- Р. Юрьев
- Г. Сергеев

### Животные
- бегемот Манук
- шимпанзе Доня и Микки
- зебра Мальчик
- медвежата Тахир и Зухра
- коза Машка
- петух Федя — крик за кадром

## Съёмочная группа
- Аркадий Хайт — автор сценария («Битва за двор»)
- Александр Курляндский — автор сценария («Операция „Бегемот“»)
- Степан Исаакян — дрессировщик
- Степан Исаакян, Георгий Бабушкин — режиссёры-постановщики
- Константин Хлопунов — оператор-постановщик
- В. Гордеева — художник-постановщик
- Юрий Чичков — композитор
- А. Нейман — звукооператор
- Р. Путинцева, И. Иванова — художники по костюмам
- Т. Баулина — художник-гримёр
- Т. Пахомычева — монтажёр
- комбинированные съёмки:
  - А. Пекарь — оператор
  - В. Седов — художник
- Н. Червонный — директор картины
- В. Розина — редактор
- Е. Черницкая — музыкальный редактор
- Ю. Энтин — текст песни
- Г. Гаранян — дирижёр (инструментальный ансамбль)
- Детский хор имени В. С. Локтева Московского городского Дворца пионеров
  - И. Ильин — художественный руководитель
  - И. Алабина — солистка

## Критика
Недавно в дни летних каникул телеканал «Культура» показал этот теперь уже старый фильм. Знакомый двор, любимые артисты, комические ситуации, разумные справедливые обезьяны. В финале добро закономерно победило зло, которое, в сущности, таковым и не являлось. Теперь добрые детские фильмы не снимают. А жаль.— Марина Шандарова, газета «Тверская жизнь», 2013